# Parvipsitta porphyrocephala
Il lorichetto capoviola (Parvipsitta porphyrocephala, sin .Glossopsitta porphyrocephala) è un uccello della famiglia degli Psittaculidi.